# シャーロット・スタンリー (ダービー伯爵夫人)
ダービー伯爵夫人シャーロット・スタンリー（英：Charlotte Stanley, Countess of Derby, 1599年12月 - 1664年3月31日）は、清教徒革命（イングランド内戦）期のイングランドの貴族女性。第7代ダービー伯爵ジェームズ・スタンリーの妻。フランス語名はシャルロット・ド・ラ・トレモイユ（Charlotte de La Trémoille）。
父はフランス貴族でラ・トレモイユ家出身のトゥアール公クロード・ド・ラ・トレモイユ、母はオラニエ公ウィレム1世とシャルロット・ド・ブルボン＝ヴァンドームの娘シャルロッテ・ブラバンティナ。フランス大元帥のテュレンヌ子爵アンリ・ド・ラ・トゥール・ドーヴェルニュは母方の従弟に当たる。

## 生涯
1599年、フランス・トゥアールで誕生。プロテスタントとして育てられた。
1626年6月26日、オランダのハーグで爵位を継ぐ前のジェームズ・スタンリーと結婚、イングランドへ移住した。夫婦仲は良く9人の子を儲けたが、宮廷生活に馴染めずカトリック信者の王妃ヘンリエッタ・マリア・オブ・フランスとそりが合わず、夫も国王チャールズ1世に一方的に敵視されていたため、宮廷に嫌気が差した夫妻は1627年以降ランカシャーのレイサム・ノーズリーの荘園で幸福な生活を送った。シャーロットは夫の両親や自分の家族を歓待しつつ1632年に里帰りしている。
しかし、1642年から第一次イングランド内戦が勃発すると一転してランカシャーは王党派と議会派の戦場と化し、夫は同年にダービー伯爵位を継いで王党派に味方したが1643年6月に議会派に敗れマン島へ逃亡した。シャーロットはレイサムに残り1644年2月に議会派の軍にレイサム城館を包囲されたが、トーマス・フェアファクスからの降伏交渉を引き延ばして守備強化の時間を稼ぎ、3月半ばからの攻撃を守備隊の奮戦で耐え凌ぎ、5月26日に議会派は包囲を断念してレイサムは解放された。包囲戦の様子は後世にいくつかの伝記と小説で伝えられた。
6月にマン島から戻った夫と合流したカンバーランド公ルパートを迎え入れ、ランカシャーも解放されたかに見えたが、7月にルパート軍がマーストン・ムーアの戦いで大敗すると議会派がランカシャーへ侵攻する危険性が生じたため、子供達と共にマン島へ逃れた（後に夫も合流）。イングランド本国から逃げた王党派を迎え入れつつマン島で生活していたが、1651年8月に本国へ戻った夫が第三次イングランド内戦で王党派に味方し9月のウスターの戦いで議会派に敗北、10月に処刑されるとマン島も危機に晒され、夫から抵抗しないよう忠告の手紙を受け取ったシャーロットは議会派に降伏、マン島を明け渡した。
以後のシャーロットは困窮に苦しんだ上、長男のチャールズ・スタンリーが勝手に結婚したり、ノーズリーへ戻るためイングランド共和国を承認したことに激怒、長男との仲は悪化した。一時ロンドンにいたが困窮のため1655年にノーズリーへ戻り陰鬱な日々を過ごしたが、1660年の王政復古を歓迎しロンドンへ滞在、宮廷生活を楽しみ1661年のチャールズ2世の戴冠式に出席した。だが経済的困窮は一向に解決せず、内戦で失われたスタンリー家の所領回復は叶えられず、夫に死刑判決を下した関係者の処罰もされなかった。借金苦のためノーズリーへ戻っても長男との仲は改善されず、1664年、貧困と失意の内に64歳で没した。

## 子女
夫のジェームズ・スタンリーとの間に9人の子を儲けた。
1. チャールズ（1628年 - 1672年）
2. シャーロット（夭折）
3. 子（夭折）
4. 子（夭折）
5. ヘンリエッタ（1630年 - 1685年） - ストラフォード伯爵ウィリアム・ウェントワース（英語版）と結婚
6. メアリー（1633年 - 1702年） - アソル侯爵ジョン・マレー（英語版）と結婚
7. エドワード（1639年 - 1664年）
8. ウィリアム（1640年 - 1670年）
9. キャサリン（? - ?） - ドーチェスター侯ヘンリー・ピエールポントと結婚